# 't Ukien
 't Ukien (Kampers voor het hoekje) is een non-profit cultureel podium in Kampen en onderdeel van Stichting Jongerenwerk Kampen. 't Ukien bestaat sinds 1987 is gehuisvest in het stadspark van Kampen. Het podium heeft een capaciteit van 250 bezoekers en beschikt over twee zalen: een café en een concertzaal. Het podium draait grotendeels op vrijwilligers en wordt deels ondersteund door betaald personeel. 't Ukien geeft beginnende bands de mogelijkheid om groot te worden. Bands als Nou En, Jeremy's,Want Want, Zober, Wilsum, Make It Count en The Monolith Deathcult zijn hier ooit begonnen.
't Ukien is zowel doordeweeks als in het weekend geopend. In het weekend is er ruimte voor concerten, dansfeesten en andere culturele activiteiten. Doordeweeks is 't Ukien voornamelijk geopend voor jongeren met onder andere quizavonden, eetcafés en muzikantencafés. Daarnaast organiseren zij jaarlijks het Full Color Festival in samenwerking met andere culturele organisaties uit Kampen. Tot voor kort was 't Ukien een jongerencentrum onder het motto "Voor en door jongeren". In 2006 is deze doelstelling gewijzigd. Tegenwoordig richt 't Ukien zich op de gehele Kamper bevolking en draait het als cultureel (pop)podium.
Midden 2013 is 't Ukien begonnen aan de uitbreiding van het pand aan de Korteweg met het oog op de toekomst. Door het pand uit te breiden met extra kantoorruimte, een ruimere zaal die op te splitsen in twee aparte zalen en een herindeling van de rest van de bestaande ruimtes wil t' Ukien zich neerzetten als het multifunctionele centrum van Kampen. Rond april 2014 hoopt 't Ukien klaar te zijn met de verbouwing.